# Kassándria (village)
Kassándria, en grec moderne : Κασσάνδρεια, est un village de Macédoine-Centrale en Grèce. Il est le siège du dème de Kassándra.
Selon le recensement de 2021, la population du village s'élève à 2 836 habitants.
Il forme avec trois autres villages une communauté municipale homonyme, qui comptait 3 158 habitants habitants en 2021.
Le village s'appelait originellement Válta (grec moderne : Βάλτα) et a été renommé Kassándra en 1955 puis Kassándria en 1965 du nom de la cité antique de Cassandreia, qui ne se trouve cependant pas sur son territoire.